# سیارک ۲۲۸۴۶
سیارک ۲۲۸۴۶ (به انگلیسی: 22846 Fredwhitaker، نامگذاری:1999RN120) بیست و دو هزار و هشتصد و چهل و ششمین سیارک کشف شده‌است که در ۹ سپتامبر ۱۹۹۹ کشف شد.
قدر مطلق سیارک برابر ۱۱.۷ است.